# Паванелло, Камилло
Камилло Паванелло (итал. Camillo Pavanello; 20 октября 1879, Терни, Умбрия — 7 июля 1951, Генуя) — итальянский спортивный гимнаст. Участник летних Олимпийских играх 1900 года.

## Биография
Камилло Паванелло родился 20 октября 1879 года в итальянском городе Терни.
Жил в Генуе, работал механиком.
Выступал в соревнованиях по спортивной гимнастике за генуэзский «Сампьердаренезе».
В 1900 году вошёл в состав сборной Италии на летних Олимпийских играх в Париже. В личном многоборье занял 28-е место, набрав 255 баллов и уступив 47 баллов завоевавшему золото Гюставу Сандра из Франции.
Паванелло стал первым итальянским гимнастом, выступившим на Олимпийских играх, однако его участие оказалось незамеченным, так как в день соревнований был убит король Италии Умберто I.
Умер 7 июля 1951 года в Генуе.

## Память
В генуэзском районе Сампьердарена именем Камилло Паванелло назван парк.
В Терни, на Аллее славы, где увековечены имена местных олимпийцев, установлена плита с именем Камилло Паванелло.